# عارف حلاوي
 عارف حلاوي هو شيخ درزي يُعتبر من أرفع المرجعيات الدينية لدى طائفة الموحدين الدروز في سوريا ولبنان وفلسطين ولد سنة 1899 وتوفي عن عمرٍ يُناهز 104 أعوام في قضاء الشوف عام 2003؛ وكان له دورٌ كبير أثناء الحرب الأهلية اللبنانية حيث دعا لاتحاد المؤسستين الدينية والسياسية للدروز بشكلٍ كامل، كما وحرَّم تعامل أبناء الطائفة الدرزية مع قوات الإحتلال الإسرائيلي في حرب لبنان 1983 مما ساهم بتمكين الدروز من الإنتصار على القوات اللبنانية فيما عُرف بحرب الجيل.

## سيرته
ولد عارف حلاوي في بلدة الباروك في قضاء الشوف عام 1899 وقد تعلّق بالمسلك الديني قبل أن يتجاوز العشرين من عمره وعُرف باكراً كقامة دينية للطائفة الدرزية في عموم بلاد الشام؛ وبسبب مكانته الدينية العالية فقد حصل الشيخ على العمامة المكولسة أو المكورة في عمر الخامسة والثلاثين؛ حيث تُعطى هذه العمامة للمشايخ الدروز اللذين اتُفق على تقواهم وصحة مسلكهم من قبل المشايخ الدروز.

## وفاته
توفي عارف حلاوي في بلدته الباروك بعد أن جاوز في عمرهِ المئة سنة في 26 نوفمبر من العام 2003 وقد دُفن في اليوم التالي في قريته وأُنشئ مقام ديني مكان الدفن. كما وأُقيمت عدة مواقف تأبينية للشيخ منها موقف تأبيني في مقام النبي شعيب في حطين.

## أثره
بعد وفاته بفترة افتُتحت مؤسسة خيرية حملت اسم «مؤسسة المرحوم سيدنا الشيخ أبو حسن عارف حلاوي الخيرية» تقديراً لتأثيره على الطائفة الدرزية